# Blue River (Wisconsin)
Blue River es una villa ubicada en el condado de Grant en el estado estadounidense de Wisconsin. En el Censo de 2010 tenía una población de 434 habitantes y una densidad poblacional de 209,2 personas por km².

## Geografía
Blue River se encuentra ubicada en las coordenadas 43°11′6″N 90°34′17″O / 43.18500, -90.57139. Según la Oficina del Censo de los Estados Unidos, Blue River tiene una superficie total de 2.07 km², de la cual 2.07 km² corresponden a tierra firme y (0%) 0 km² es agua.

## Demografía
Según el censo de 2010, había 434 personas residiendo en Blue River. La densidad de población era de 209,2 hab./km². De los 434 habitantes, Blue River estaba compuesto por el 96.54% blancos, el 0.69% eran afroamericanos, el 0.46% eran amerindios, el 0.69% eran asiáticos, el 0% eran isleños del Pacífico, el 0.69% eran de otras razas y el 0.92% pertenecían a dos o más razas. Del total de la población el 1.84% eran hispanos o latinos de cualquier raza.